# 25164 Sonomastate
25164 Sonomastate è un asteroide della fascia principale. Scoperto nel 1998, presenta un'orbita caratterizzata da un semiasse maggiore pari a 2,3597437 UA e da un'eccentricità di 0,2548561, inclinata di 7,85893° rispetto all'eclittica.